# Y-Maßwerk

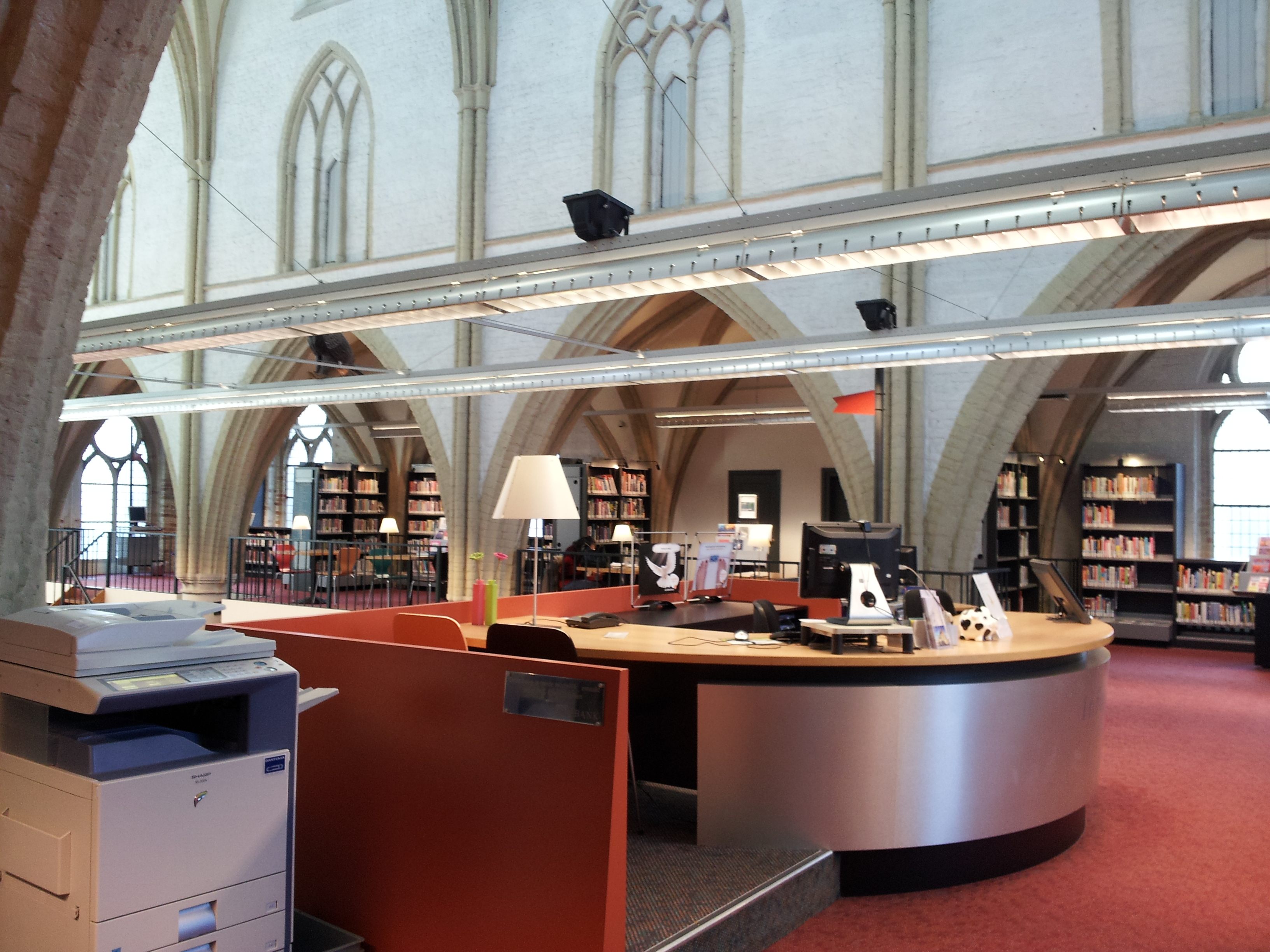
Ehemalige Broederenkerk, Zutphen, Y-Maßwerk im Wechsel mit anderen Maßwerken als Blendtriforium

Y-Maßwerk oder Gabelmaßwerk (niederländisch vorktracering) ist eine Gestaltungsform von Maßwerk, die schon um 1300 aufkam, aber erst im 15. und 16. Jahrhundert weite Verbreitung fand.
Im Unterschied zu den häufigeren Maßwerkformen, bei denen in Spitzbogenfenstern die zwischen den senkrechten Teilen der Laibung gelegenen Bahnen mit diesen enden und oberhalb davon ein Couronnement aus Rundformen und sphärischen Drei- und Vierecken liegt, setzt sich hier der Mittelstab oder setzen sich hier alle Stäbe bis an die Arkatur des Fensters fort. Aber der bzw. jeder Stab gabelt sich in zwei Äste, deren jeder parallel zu einem Schenkel des Fensterbogens bis an den anderen Gewölbeschenkel reicht. Damit ist die obere Zone des Fensters stärker betont als bei Nur-Bahnen-Maßwerk, aber Y-Maßwerk ist etwas weniger filigran als die meisten konventionellen Maßwerke. Daher wurde an manchen Stellen Y-Maßwerk verwendet, um kompliziertes Maßwerk nach Beschädigungen kostengünstig zu ersetzen.
Daher ist bei zahlreichen Maßwerkfenstern unklar, wann ihnen zum ersten Mal Y-Maßwerk eingebaut wurde. Leichter beurteilbar als bei Fenstermaßwerken ist das Alter bei Blendmaßwerken. In der (ehemaligen) Broederenkerk in Zutphen gibt es Y-Maßwerk als Teil eines Blendtriforiums, es entstand um 1300.
In Fenstern mit mehr als zwei Bahnen gibt es unterschiedliche Möglichkeiten, wie die Kreisbögen der Zweige der zwei oder mehr Mittelpfosten zueinander angeordnet sind: Sie können gleiche Radien und verschiedene Kreismittelpunkte haben, sodass die Bahnen in gleich hohen symmetrischen Spitzbögen enden. Oder die Zweige verlaufen mit unterschiedlichen Radien parallel um denselben Kreismittelpunkt. So enden die Bahnen in höhengestaffelten Spitzbögen, die seitlichen zudem in asymmetrischen. Solches Y-Maßwerk wird auch schlaff hängendes Maßwerk (niederländisch slaphangende treacering) genannt.

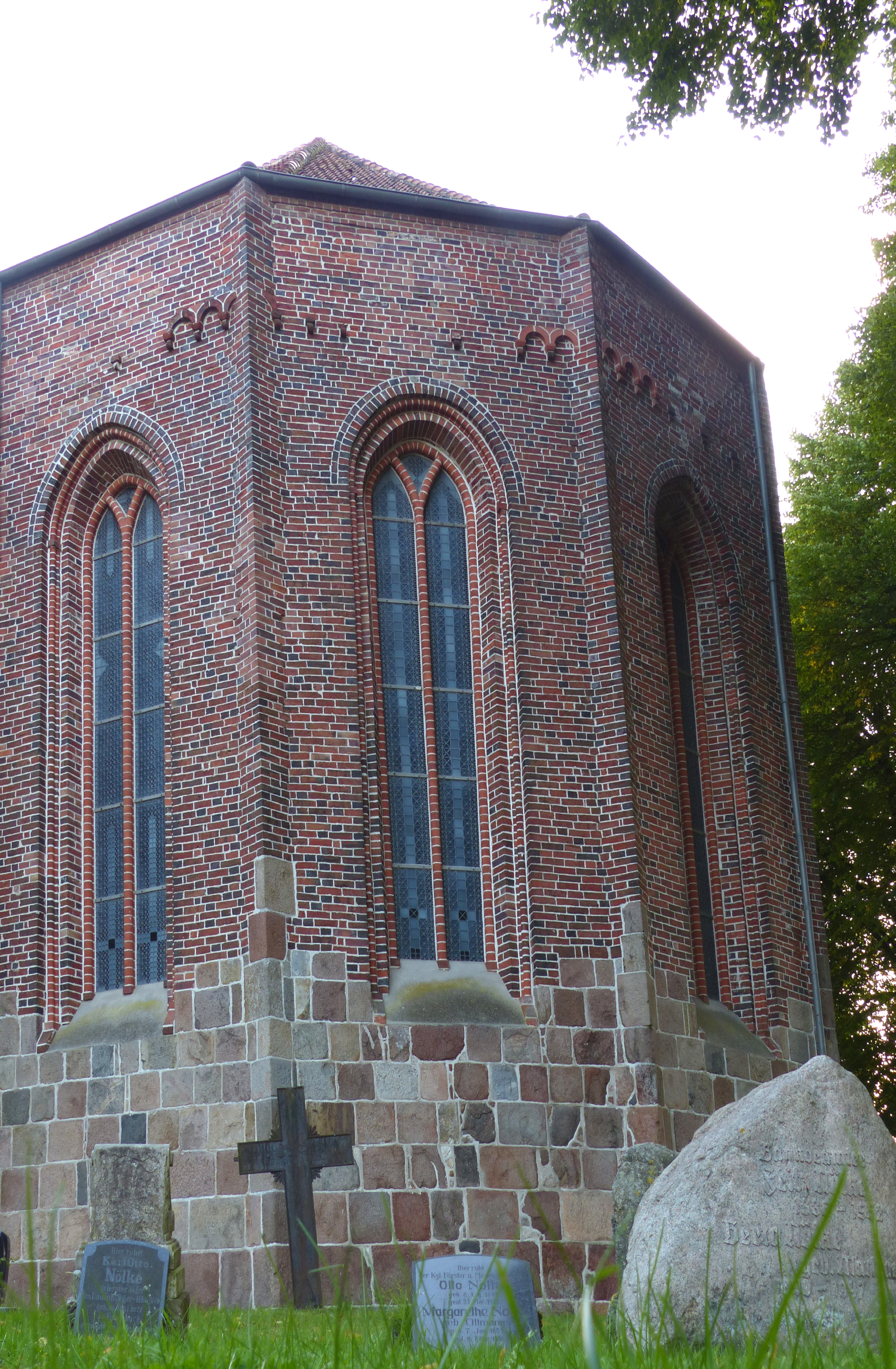
St. Mauritius in Reepsholt, Chor um 1300, Maßwerk im Material ersetzt
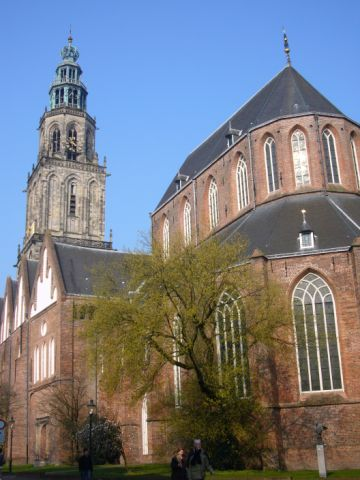
Martinikerk in Groningen, Chor 1400–1425
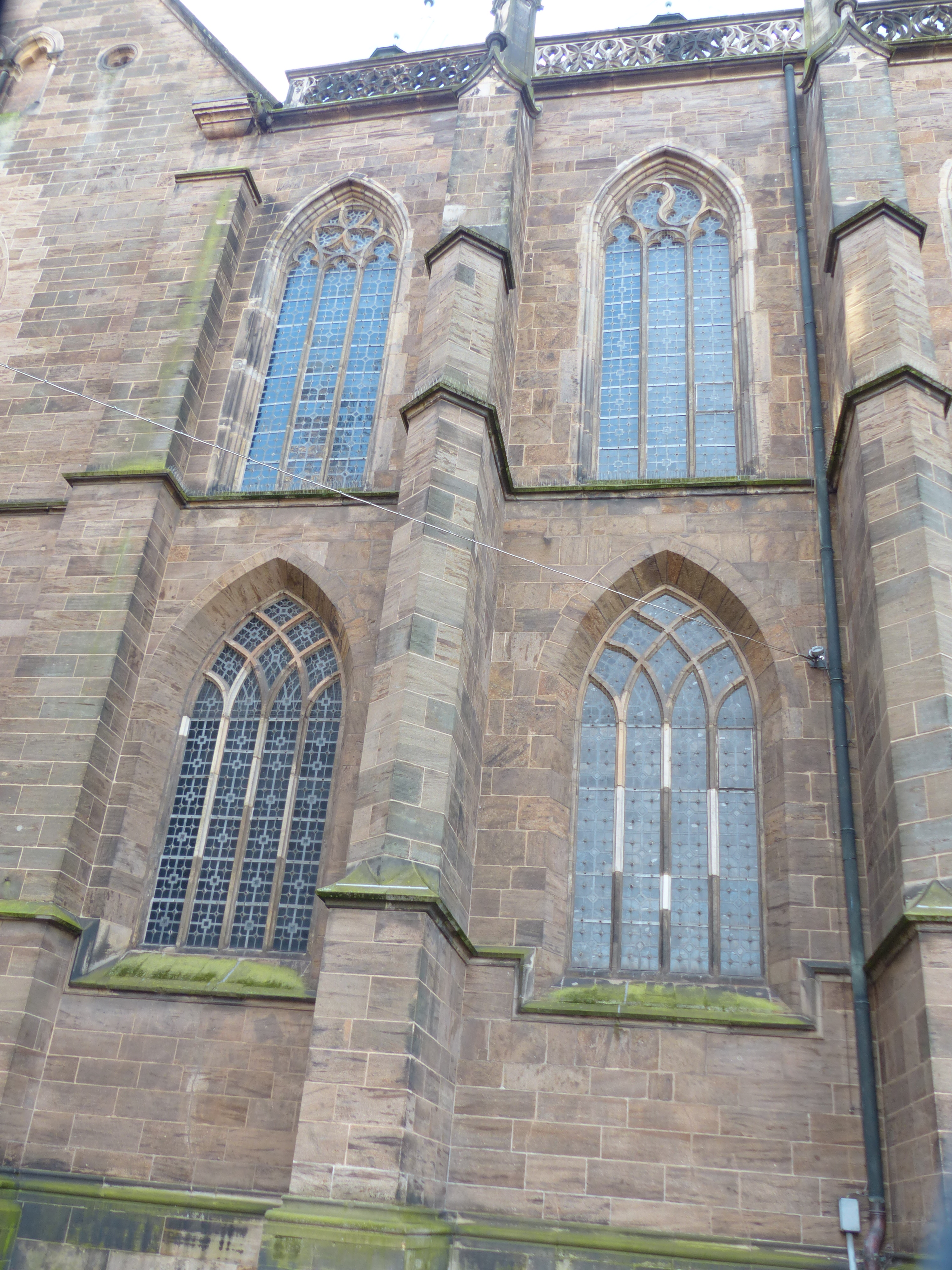
Bremer Dom, Nordfassade 1502–1522, unten Y-Maßwerk, oben seit 1820 ff. Flamboyant

## Belege
1. ↑  Rijksdienst voor de Monumentnzoorg: Venstertraceringen in Nederland, Sdu Uitgevers, 1998, ISBN 90-12-08605-1, S. 17